# Neoamphitrite edwardsi
Neoamphitrite edwardsi är en ringmaskart som först beskrevs av Jean Louis Armand de Quatrefages de Bréau 1865.  Neoamphitrite edwardsi ingår i släktet Neoamphitrite och familjen Terebellidae. Inga underarter finns listade i Catalogue of Life.